# Emre Taşdemir
Emre Taşdemir (ur. 8 sierpnia 1995 w Yenimahalle) – turecki piłkarz grający na pozycji lewego obrońcy. Od 2014 roku jest piłkarzem klubu Bursaspor.

## Kariera klubowa
Swoją karierę piłkarską Taşdemir rozpoczął w 2007 roku w klubie Şekerspor AŞ. Następnie w latach 2009-2010 trenował w juniorach Osmanlısporu. W 2010 roku podjął treningi w stołecznym MKE Ankaragücü. W 2012 roku awansował do pierwszego zespołu MKE Ankaragücü. 3 marca 2013 zadebiutował w nim w 1. Lig w zremisowanym 0:0 wyjazdowym meczu z Bucasporem. W sezonie 2012/2013 spadł z Ankaragücü do 2. Lig.
Latem 2014 Taşdemir przeszedł do Bursasporu. 3 stycznia 2015 zadebiutował w nim w Süper Lig w wygranym 3:1 domowym meczu z klubem Akhisar Belediyespor. 3 czerwca 2015 wystąpił w przegranym 2:3 finale Pucharu Turcji z Galatasaray SK.
| Sezon   | Klub           | Kraj   | Rozgrywki | Mecze | Bramki |
| ------- | -------------- | ------ | --------- | ----- | ------ |
| 2012/13 | MKE Ankaragücü | Turcja | 1. Lig    | 6     | 0      |
| 2013/14 | MKE Ankaragücü | Turcja | 2. Lig    | 24    | 6      |
| 2014/15 | Bursaspor      | Turcja | Süper Lig | 13    | 0      |

## Kariera reprezentacyjna
Taşdemir grał w młodzieżowych reprezentacjach Turcji. W reprezentacji Turcji zadebiutował 8 czerwca 2015 roku w wygranym 4:0 towarzyskim meczu z Bułgarią, rozegranym w Stambule.